# Nazmi Albadawi
Nazmi Albadawi (Raleigh, 24 agosto 1991) è un ex calciatore palestinese, di ruolo centrocampista.

## Caratteristiche tecniche
È un trequartista.

## Carriera

### Nazionale
Il 16 novembre 2018 ha esordito con la nazionale palestinese disputando l'amichevole vinta 2-1 contro il Pakistan proprio grazie ad una sua rete nel finale.